# اوسینوفکا (شهرستان بیرسکی، باشقیرستان)
اوسینوفکا (انگلیسی: Osinovka, Birsky District, Republic of Bashkortostan) یک شهرک در شهرستان بیرسکی باشقیرستان کشور روسیه است.